# Hanyeo (2010)
Hanyeo (bra: A Empregada) é um filme de suspense/melodrama produzido na Coreia do Sul, dirigido por Im Sang-soo e lançado em 2010. É uma refilmagem do filme de 1960, Hanyo, dirigido por Kim Ki-young.